# Liberty Dollar
De Liberty Dollar was een particuliere munteenheid of private currency in Amerika, waarvan de waarde werd vastgesteld door de waarde van het edelmetaal (goud en zilver) waarvan de munten waren gemaakt. Liberty dollars werden uitgebracht in de vorm van gouden en zilveren muntstukken, maar ook als certificaten van de zilver- of goudwaarde, en elektronisch of digitaal via het internet. Ze was in omloop van 1998 tot 2009 en was vooral populair bij de patriot movement, een beweging van rechts-radicale groeperingen die zich verzetten tegen de federale overheid.
Oprichter Bernard von NotHaus werd in 2011 schuldig bevonden aan valsemunterij. De munteenheid is nooit in ISO 4217 opgenomen.

## Geschiedenis
De Liberty Dollar werd op 1 oktober 1998 door Von NotHaus gelanceerd onder de vlag van de National Organization for the Repeal of the Federal Reserve Act and Internal Revenue Code (Norfed, later omgedoopt tot Liberty Services). Von NotHaus wilde een nieuw geldsysteem in Amerika introduceren omdat het gewone systeem met Amerikaanse dollars volgens hem niet meer goed werkte. De Liberty Dollars werden door enige tienduizenden mensen gebruikt; er zouden 250.000 certificaten in omloop zijn geweest.
De kantoren van de Liberty Dollar werden in november 2007 binnengevallen door de FBI, die onderzoek tegen Von Nothaus en Norfed deed wegens valsemunterij. De uitgifte van de Liberty Dollars werd gestaakt op 31 juli 2009.  De Amerikaanse regering vervolgde Von NotHaus vanaf juni 2009. Hij werd in 2010 voorgeleid, waarna voortzetting van het bedrijf verboden werd. Een jury in Statesville (Noord Carolina) bevond Von NotHaus in 2011 schuldig aan het "maken, in bezit hebben en in omloop brengen" van zijn eigen geldstukken. Hij werd veroordeeld voor valsemunterij en samenzwering tegen de staat. Hiervoor kreeg hij een straf van 15 jaar gevangenis en een boete van US$ 250.000.

## Denominaties
De Liberty Dollars hadden de volgende waarden (tussen haakjes de tegenwaarde in het betreffende edelmetaal):
- Munten:
  - $ 5 Liberty Silver Quarter (kwart ounce zilver .999)
  - $ 10 Silver Liberty Half (half ounce zilver .999)
  - $ 20 Silver Liberty (1 ounce zilver .999)
  - $ 1000 Gold Liberty (1 ounce goud 9999)

- Certificaten (een soort bankbiljetten):
  - $ 1 zilver-certificaat (bruin)
  - $ 5 zilver-certificaat (magenta)
  - $ 10 zilver-certificaat (blauw)
  - $ 20 zilver-certificaat (rood)
  - $ 1000 goud-certificaat (goud en blauw)